# Bloodshot (álbum)
Bloodshot es el tercer álbum de estudio de la banda estadounidense The J. Geils Band. Fue publicado el 12 de abril de 1973 por Atlantic Records.

## Recepción de la crítica
Un escritor no especificado de la revista Cash Box comentó: “Su LP ‘Full House’ los abrió de par en par, y este les dará a sus crecientes seguidores mucho espacio para entrar”. Tim Sendra de AllMusic Además de ser un éxito, Bloodshot es el primer álbum de Geils que se posiciona en las grandes ligas del rock & roll”.

## Lista de canciones
Todas las canciones escritas y compuestas por Seth Justman y Peter Wolf, excepto donde esta anotado. 
| Lado uno |                                                                |          |  |
| N.º      | Título                                                         | Duración |  |
| 1.       | «(Ain't Nothin' But a) House Party» (Del Sharh, Joseph Thomas) | 4:41     |  |
| 2.       | «Make Up Your Mind»                                            | 3:30     |  |
| 3.       | «Back to Get Ya»                                               | 5:20     |  |
| 4.       | «Struttin' with My Baby»                                       | 3:19     |  |
| 5.       | «Don't Try to Hide It»                                         | 2:35     |  |

| Lado dos |                                                    |          |  |
| N.º      | Título                                             | Duración |  |
| 1.       | «Southside Shuffle»                                | 3:42     |  |
| 2.       | «Hold Your Loving» (Bernice Snelson, Titus Turner) | 2:32     |  |
| 3.       | «Start All Over Again»                             | 4:14     |  |
| 4.       | «Give It to Me»                                    | 6:31     |  |

## Posicionamiento

### Gráfica semanal
| Gráfica (1973)                           | Pico de posición |
| ---------------------------------------- | ---------------- |
| Estados Unidos (Billboard 200)           | 10               |
| Estados Unidos (Cash Box Top 100 Albums) | 17               |

### Gráfica de fin de año
| Gráfica (1973)                           | Pico de posición |
| ---------------------------------------- | ---------------- |
| Estados Unidos (Cash Box Top 100 Albums) | 89               |

## Certificaciones y ventas
| País                  | Certificación | Ventas    |
| --------------------- | ------------- | --------- |
| Estados Unidos (RIAA) | Oro           | 1,000,000 |